# Darsham
Darsham – wieś w Anglii, w hrabstwie Suffolk. Leży 35 km na północny wschód od miasta Ipswich i 142 km na północny wschód od Londynu.